# Duncan II di Scozia
Donnchad mac Maíl Coluim, in inglese Duncan II (1060 circa – 12 novembre 1094), è stato re di Scozia nel corso del 1094. Era figlio di Malcolm III di Scozia e della prima moglie Ingibiorg Finnsdottir, vedova di Thorfinn Sigurdsson.

## Il regale ostaggio
Duncan nacque all'incirca attorno al 1060 da Malcolm III di Scozia e da Ingibiorg Finnsdottir la cui identità viene fornita dalla Saga degli uomini delle Orcadi che annotano non solo il loro matrimonio, ma anche la nascita di un figlio a nome Duncan che a sua volta fu padre di William. Il nome di sua madre non viene mai citato dalle fonti coeve scritte in inglese o in scozzese il che fa supporre che ella fosse una concubina o che il matrimonio con Malcolm non fosse stato riconosciuto dalla chiesa. Guglielmo di Malmesbury scrive che Duncan, che prese il nome da suo nonno Duncan I di Scozia, era illegittimo, un'affermazione che influenzerà diversi commentatori medievali che lo considerarono nient'altro che un figlio bastardo. Tuttavia pare che tale affermazione fosse più che altro dovuta al bisogno dei discendenti di Margherita di Scozia di minare i diritti al trono dei Meic Uilleim a favore dei propri giacché non vi sono fonti coeve che attestino che Duncan venne mai escluso dalla successione.
Duncan fu preso in ostaggio da Guglielmo il Conquistatore nel 1072 e trattenuto presso la corte per parecchi anni. Gli Annali dell'Ulster annotano che i normanni si recarono in Scozia e presero il figlio del re in ostaggio, gli annali non citano Duncan per nome, ma i suoi fratellastri all'epoca dovevano essere infanti e qualcuno non era ancora nato. La causa della sua prigionia va ricercata nel conflitto che esplose fra suo padre e Guglielmo I d'Inghilterra, dopo che questi ebbe preso il trono a seguito della conquista del 1066. Edgardo Atheling, ultimo erede della Casa di Wessex si era rifugiato in Scozia cercando protezione contro gli invasori normanni e più ancora andò cercando presso Malcolm un aiuto nella sua lotta contro gli invasori. Le sue richieste erano rafforzate dal fatto che nel 1071 Malcolm, vedovo ormai da qualche anno, aveva sposato una delle sorelle di Edgardo, Margaret. Dal canto suo Guglielmo nel corso della sua Conquista normanna dell'Inghilterra doveva assicurarsi anche il controllo della Northumbria ed è possibile che Malcolm sentisse che questo costituisse una minaccia per le proprie aree d'influenza situate nella Cumbria e nel Lothian. Nel 1070 Malcolm condusse una campagna contro il nord dell'Inghilterra sostenendo che stava riparando i torti inflitti a colui che presto sarebbe divenuto suo cognato.
I legami fra le case di Scozia e del Wessex unite alle scorrerie di Malcolm costituitavano una minaccia per Guglielmo che nel 1072 lanciò un'invasione in grande stile nella Scozia meridionale. Malcolm in breve fu costretto a ritirarsi presso il villaggio di Abernethy e quel che ne risultò fu il trattato di Abernethy a seguito del quale Malcolm venne costretto a divenire vassallo di Guglielmo. Una delle condizioni fu che Edgardo venisse espulso dalla corte scozzese ed è probabile che anche l'offerta di Duncan quale ostaggio facesse parte delle condizioni. In questa occasione egli venne in contatto con la cultura normanna. Sembra che non vi siano stati tentativi, da parte del padre, di liberarlo. Durante il regno di Guglielmo II d'Inghilterra, Duncan fu considerato un membro della corte normanna piuttosto che un ostaggio, tanto che venne nominato cavaliere dal re inglese. Nel 1087 Guglielmo morì e il suo primogenito Roberto II di Normandia gli successe al Ducato di Normandia e secondo Florence di Worcester Roberto liberò Duncan dalla prigionia e dopo che venne nominato cavaliere gli venne permesso di lasciare la Normandia ed egli scelse di recarsi presso la corte di Guglielmo II d'Inghilterra, fratello minore di Roberto.
Come s'è detto Malcolm non fece molti tentativi di liberare il figlio tanto più che ebbe diversi figli maschi dalla seconda moglie e il più vecchio di questi, Edward, venne scelto come erede al trono. Duncan in ogni caso decise di rimanere presso la propria casa "adottiva" vuoi perché erano ormai quindici anni che era lontano dalla patria o vuoi perché vedeva la possibilità di ottenere fama e ricchezze. Nel 1092 le ostilità fra Malcolm e Guglielmo II esplosero quando questi progettò di catturare la città di Carlisle in Cumbria, impresa coronata dal successo tanto che l'anno dopo il re inglese ordinò la ricostruzione del Carlisle Castle. Malcolm reagì conducendo quel che sarebbe stato il suo ultimo attacco in Northumbria, mentre marciava verso nord fu colto da un'imboscata tesagli da Roberto di Mowbray, le cui terre egli aveva devastato, presso Alnwick il 13 novembre 1093. Malcolm venne ucciso dall'attendente del Castello di Bamburgh, Arkil Morel, il conflitto che causò la morte del re di Scozia divenne noto come Battaglia di Alnwick.
Anche il fratellastro di Duncan e presunto erede al trono, Edoardo di Scozia, morì nella stessa battaglia e si dice che sua moglie Margaret, che morì poco dopo, fosse stata uccisa dal dolore provocatole dalla perdita del marito e del figlio. Il vuoto di potere che ne derivò permise al fratello di Malcolm, Donald (Domnall Bán mac Donnchada) di salire al trono, che regnò con il nome di Donald III, mentre gli altri figli di Malcolm si riunirono al fratellastro Duncan in Inghilterra. Salito al trono Duncan cacciò dal regno tutti quei normanni che formavano parte del personale di corte e l'evento permise a Duncan di avviare la sua campagna di presa del trono forte del tacito consenso di Guglielmo II probabilmente a seguito di un voto di fedeltà al sovrano inglese senza tuttavia riceverne un supporto diretto, a causa della campagna di Normandia che il sovrano inglese stava preparando.

## Il matrimonio
Fu probabilmente nel periodo 1093–1094 che Duncan sposò Uchtreda di Northumbria, figlia di Gospatric, anche se vi sono datazioni precedenti per il fidanzamento. Il figlio avuto da Uchtreda, William fitz Duncan, fu un'importante personalità durante i regni dei fratellastri di Duncan, Alexander e David. Un documento giunto fino a noi e redatto da Duncan cita William come infans mei (mio figlio), lasciando supporre che fosse l'unico bambino nato dal loro matrimonio.

## Il breve regno e la morte
Donald fu incapace di ottenere grande supporto da diversi proprietari terrieri e chierici delle Lowlands scozzesi che detenevano una serie di rapporti con la famiglia di Malcolm. Duncan ne prese vantaggio stringendo alleanze con i vecchi seguaci di suo padre riuscendo a racimolare un discreto quantitativo di supporto finanziario e militare. Guglielmo, come detto, non offrì il proprio supporto diretto, ma prestò parte del proprio esercito al nuovo principe-guerriero, in più Duncan arruolò anche diversi inglesi con la promessa di offrire loro titoli e proprietà. Nel 1094 Duncan si mise alla testa di un esercito formato da cavalieri mercenari e fanteria, molti di questi soldati erano della Northumbria fatto che rifletteva non solo i legami di Duncan con quella terra, ma anche quelli con il suocero che di quella regione era il conte. All'inizio dell'estate 1094 Duncan mosse le sue truppe e Donald a sua volta mise in marcia i propri vassalli, in giugno vi furono le prime schermaglie che si risolsero con la vittoria di Duncan presso Donalbane. Donald fu costretto a rifugiarsi nelle Highlands e Duncan venne incoronato presso Scone anche se sembra che trovò ben poco sostegno a nord del fiume Forth, contando solo sui suoi alleati inglesi e normanni.
Questo ebbe come conseguenza la permanente presenza sul territorio di un esercito straniero, fatto che irritò parecchio la popolazione locale, lo stesso Duncan aveva passato gran parte della propria vita all'estero ed era percepito ormai come un forestiero. Nei brevi mesi del suo regno i proprietari terrieri e i prelati si rivoltarono contro i normanni che non riuscirono a contenere adeguatamente le ribellioni tanto che Duncan riuscì a mantenere il trono solo attraverso la negoziazione con i rivoltosi. Uno dei termini del trattato fu che i normanni dovessero tornare a casa. Nello stesso periodo Donald aveva speso il proprio tempo ritessendo alleanze che gli dessero adeguato supporto militare e politico, nel novembre del 1094 i due si incontrarono nelle Lowland e lo zio, il 12 novembre, tese un'imboscata al nipote uccidendolo. Duncan aveva regnato per meno di sette mesi. Duncan fu tumulato nell'Abbazia di Dunfermline.

## Ascendenza
|                         |                |                      | Genitori             |  |  | Nonni |  |  | Bisnonni          |  |  | Trisnonni |  |
|                         |                |                      |                      |  |  |       |  |  | Crinán di Dunkeld |  |  | …         |  |
|                         |                |                      |                      |  |  |       |  |  | Crinán di Dunkeld |  |  | …         |  |
|                         |                | …                    |                      |  |  |       |  |  | Crinán di Dunkeld |  |  |           |  |
| Duncan I di Scozia      |                |                      |                      |  |  |       |  |  | Crinán di Dunkeld |  |  |           |  |
|                         |                | Bethóc di Scozia     | Malcolm II di Scozia |  |  |       |  |  |                   |  |  |           |  |
|                         |                | Bethóc di Scozia     | Malcolm II di Scozia |  |  |       |  |  |                   |  |  |           |  |
|                         |                | Bethóc di Scozia     | …                    |  |  |       |  |  |                   |  |  |           |  |
| Malcolm III di Scozia   |                | Bethóc di Scozia     |                      |  |  |       |  |  |                   |  |  |           |  |
|                         |                | …                    | …                    |  |  |       |  |  |                   |  |  |           |  |
|                         |                | …                    | …                    |  |  |       |  |  |                   |  |  |           |  |
|                         |                | …                    | …                    |  |  |       |  |  |                   |  |  |           |  |
| Suthen                  |                | …                    |                      |  |  |       |  |  |                   |  |  |           |  |
|                         |                | …                    | …                    |  |  |       |  |  |                   |  |  |           |  |
|                         |                | …                    | …                    |  |  |       |  |  |                   |  |  |           |  |
|                         |                | …                    | …                    |  |  |       |  |  |                   |  |  |           |  |
| Duncan II di Scozia     |                | …                    |                      |  |  |       |  |  |                   |  |  |           |  |
|                         | Árni Armódsson | …                    |                      |  |  |       |  |  |                   |  |  |           |  |
|                         | Árni Armódsson | …                    |                      |  |  |       |  |  |                   |  |  |           |  |
|                         | Árni Armódsson | …                    |                      |  |  |       |  |  |                   |  |  |           |  |
| Finn Arnesson           | Árni Armódsson |                      |                      |  |  |       |  |  |                   |  |  |           |  |
|                         |                | Þora Þorsteinsdóttir | Thorstein Gallows    |  |  |       |  |  |                   |  |  |           |  |
|                         |                | Þora Þorsteinsdóttir | Thorstein Gallows    |  |  |       |  |  |                   |  |  |           |  |
|                         |                | Þora Þorsteinsdóttir | …                    |  |  |       |  |  |                   |  |  |           |  |
| Ingibiorg Finnsdottir   |                | Þora Þorsteinsdóttir |                      |  |  |       |  |  |                   |  |  |           |  |
|                         |                | …                    | …                    |  |  |       |  |  |                   |  |  |           |  |
|                         |                | …                    | …                    |  |  |       |  |  |                   |  |  |           |  |
|                         |                | …                    | …                    |  |  |       |  |  |                   |  |  |           |  |
| Bergljot Halvdansdottir |                | …                    |                      |  |  |       |  |  |                   |  |  |           |  |
|                         |                | …                    | …                    |  |  |       |  |  |                   |  |  |           |  |
|                         |                | …                    | …                    |  |  |       |  |  |                   |  |  |           |  |
|                         |                | …                    | …                    |  |  |       |  |  |                   |  |  |           |  |
|                         |                | …                    |                      |  |  |       |  |  |                   |  |  |           |  |